# Láska a smrt
Láska a smrt (v anglickém originále Love and Death) je americký film z roku 1975, který natočil režisér Woody Allen podle vlastního scénáře. Odehrává se na ruském území v době Napoleonských válek a sleduje pacifistu Borise (Allen), který je povolán do armády. Po překvapivém přežití a návratu z války se ožení se Sonjou (Diane Keatonová). Později se spolu rozhodnou spáchat atentát na Napoleona (James Tolkan). Film byl natáčen ve Francii a v Maďarsku. Byla v něm použita hudba od Sergeje Prokofjeva. Film získal Stříbrného medvěda na Berlínském mezinárodním filmovém festivalu.